# 夢がない僕が夢をみたんだ
「夢がない僕が夢をみたんだ」（ゆめがないぼくがゆめをみたんだ）は、日本のガールズバンドアイドル ザ・コインロッカーズの楽曲。前山田健一が作詞、板垣祐介が作曲した。 2020年7月31日に配信限定シングルとしてワーナーミュージック・ジャパンから発売された

## 背景とリリース
前作「僕はしあわせなのか?」に引き続き、メンバー13人全員がレコーディングに参加。
デビュー曲以来全てのシングル表題曲の作詞を行ってきた秋元康は、本作では総合プロデューサーとしてのみの参加となっている。

## 収録内容
| 全作詞: 前山田健一、全作曲・編曲: 板垣祐介。 |                              |            |            |      |
| #                                            | タイトル                     | 作詞       | 作曲・編曲 | 時間 |
| 1.                                           | 「夢がない僕が夢をみたんだ」 | 前山田健一 | 板垣祐介   | 4:22 |
| 合計時間:                                    | 合計時間:                    | 4:22       |            |      |

## メンバー

### 夢がない僕が夢をみたんだ
宇都宮未来、有働優菜、Emily、絹本夏海、後藤理花、下島輝星、田村愛美鈴、成澤愛実、HANNA、船井美玖、松本璃奈、森ふた葉、Яuu

## 群青ミラージュ
「群青ミラージュ」は、ザ・コインロッカーズのTikTokアルバム。2020年7月31日から8月14日までの15日間、オフィシャルTikTokアカウントで毎日新曲を発表。アルバムタイトルはメンバー自ら考案。
「群青ミラージュ」のTikTokムービーは、クリエイター・ねおがプロデューサーを務め、構成・動画撮影・編集を手掛けた。
| #   | タイトル                     | 作詞       | 作曲             | 編曲         |
| --- | ---------------------------- | ---------- | ---------------- | ------------ |
| 1.  | 「夢がない僕が夢をみたんだ」 | 前山田健一 | 板垣祐介         | 板垣祐介     |
| 2.  | 「ソーダ水の恋」             | NINO       | NINO、佐々木貴之 | 佐々木貴之   |
| 3.  | 「ボボーイミーツガール」     | 鶴﨑輝一   | 鶴﨑輝一         | 鶴﨑輝一     |
| 4.  | 「スキスキスキ」             | 石黑剛     | 石黑剛           | Kohei Yokono |
| 5.  | 「サマサマサマー」           | shimamo    | 石黑剛           | Kohei Yokono |
| 6.  | 「夏の大三角」               | NINO       | 佐々木貴之       | 佐々木貴之   |
| 7.  | 「ピンクのライオン」         | うじたまい | 常楽寺澪         | Kohei Yokono |
| 8.  | 「NoNoNo」                   | 鶴﨑輝一   | 鶴﨑輝一         | 鶴﨑輝一     |
| 9.  | 「話したい」                 | 菊地裕     | 菊地裕           | 鶴﨑輝一     |
| 10. | 「Lookin'Up」                |            | 上川恵司         | 上川恵司     |
| 11. | 「ピース」                   | 菊地裕     | 菊地裕           | 鶴﨑輝一     |
| 12. | 「Higurashi」                | 常楽寺澪   | 常楽寺澪         | Kohei Yokono |
| 13. | 「夕焼けアルペジオ」         |            | Kohei Yokono     | Kohei Yokono |
| 14. | 「8月の約束」                | NINO       | NINO、佐々木貴之 | 佐々木貴之   |
| 15. | 「憧れバイバイ」             | 岩崎慧     | 岩崎慧           | 岩崎慧       |

### 収録メンバー
1. 夢がない僕が夢をみたんだ[3]
Vocal: 船井美玖・宇都宮未来
Chorus: ザ・コインロッカーズ
Drums: 成澤愛実, 森ふた葉, 松本璃奈
Bass: Яuu
A.Guitar: Emily
E.Guitar: HANNA, 下島輝星, 絹本夏海
Key: 後藤理花, 有働優菜, 田村愛美鈴
2. ソーダ水の恋[4]
Vocal & Chorus: 宇都宮未来
Drums: 松本璃奈
Bass: Яuu
E.Guitar: HANNA
pf: 後藤理花
3. ボボーイミーツガール[5]
Vocal & Chorus: 船井美玖, 宇都宮未来
Drums: 森ふた葉
Synth Bass: 田村愛美鈴
A.Guitar: 有働優菜
E.Guitar: HANNA
pf: 後藤理花
4. スキスキスキ[6]
Vocal & Chorus: 船井美玖
Drums: 森ふた葉
Bass: Яuu
E.Guitar: HANNA
pf: 後藤理花
5. サマサマサマー[7]
Vocal & Chorus: 松本璃奈
Drums: 成澤愛実
Bass: Яuu
E.Guitar: 下島輝星, 絹本夏海
pf: 後藤理花
6. 夏の大三角[8]
Vocal & Chorus: 船井美玖, 宇都宮未来
Drums: 成澤愛実
Bass: Яuu
A.Guitar: 有働優菜
E.Guitar: 下島輝星
pf: 有働優菜
7. ピンクのライオン[9]
Vocal & Chorus: 船井美玖, 宇都宮未来
Drums: 成澤愛実
Bass: Яuu
E.Guitar: 下島輝星
pf: 後藤理花
8. NoNoNo[10]
Vocal & Chorus: 船井美玖, 絹本夏海
Drums: 成澤愛実
Bass: Яuu
E.Guitar: HANNA
9. 話したい[11]
Vocal & Chorus: 宇都宮未来
Drums: 松本璃奈
Bass: Яuu
E.Guitar: HANNA
pf: 後藤理花
10. Lookin' Up[12]
pf: 後藤理花
Drums: 成澤愛実
Bass: Яuu
E.Guitar: 下島輝星
11. ピース[13]
Vocal & Chorus: 船井美玖
Drums: 森ふた葉
Bass: 松本璃奈
A.Guitar: 有働優菜
E.Guitar: 絹本夏海
pf: 後藤理花
12. Higurashi[14]
Vocal & Chorus: 宇都宮未来
Drums: 森ふた葉
Bass: Яuu
E.Guitar: 下島輝星
pf: 後藤理花
13. 夕焼けアルペジオ[15]
pf: 有働優菜
Drums: 成澤愛実
14. 8月の約束[16]
Vocal: 松本璃奈
A.Guitar: 有働優菜
15. 憧れバイバイ[17]
Vocal & Chorus: Emily
Drums: 成澤愛実
Bass: 松本璃奈
A.Guitar: 下島輝星
E.Guitar: HANNA, 下島輝星, 絹本夏海
pf: 有働優菜